# B6 (silnik)
B6 – silnik typu bokser o sześciu cylindrach umieszczonych w dwóch rzędach.
Silnik typu B6 tak samo jak inne tego typu zapewnia niski środek ciężkości, niewielką długość oraz efektywne chłodzenie, jest jednak kosztowną konstrukcją.
Jest stosowany głównie w sztandarowych modelach Porsche oraz Subaru m.in. w modelach XT6 (motor ER27 - pierwszy na świecie silnik B6 chłodzony cieczą), SVX (motor EG33), Legacy,Outback (motor EZ30D, EZ30R oraz EZ36).